# Měrotín

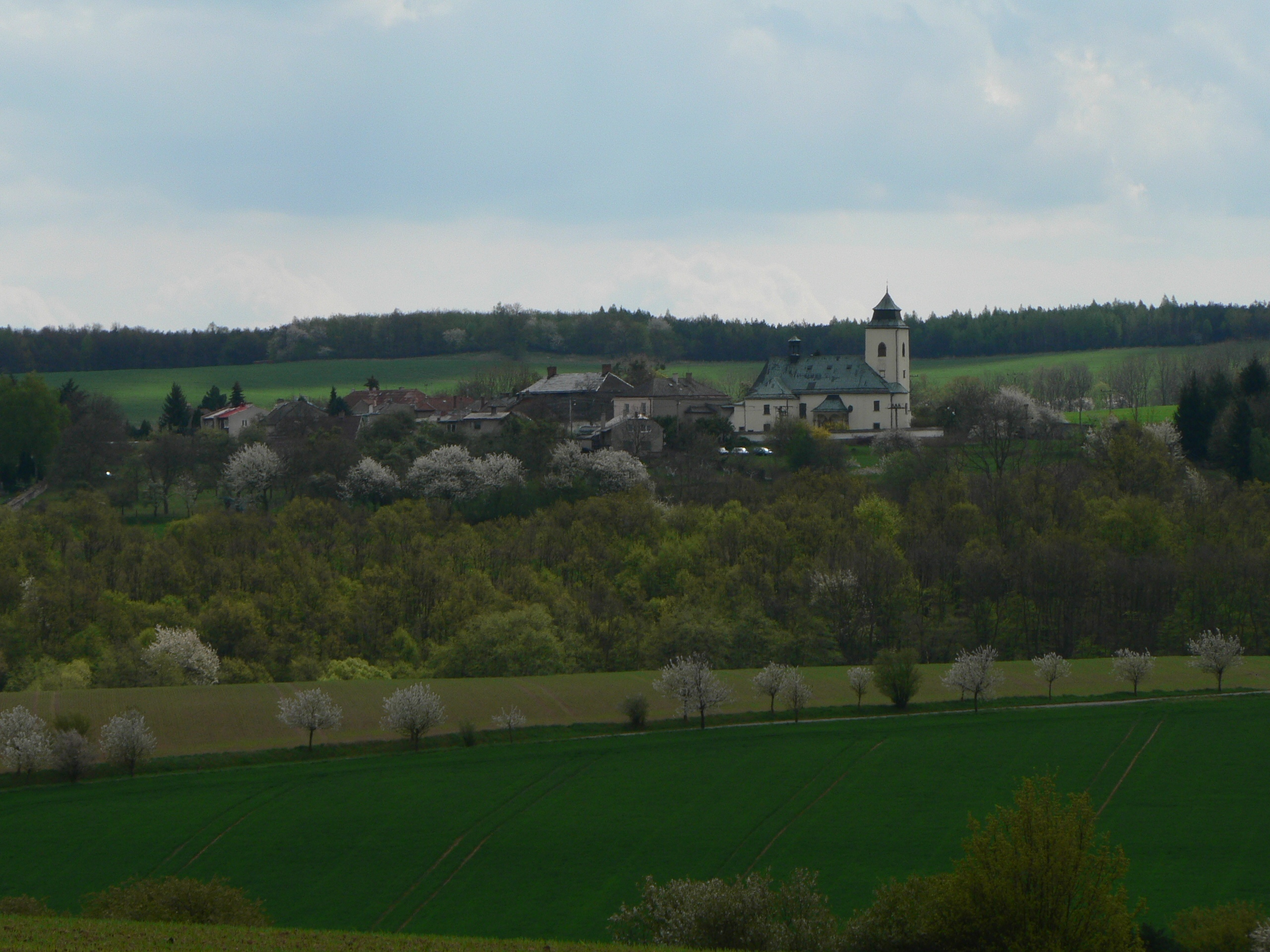
Ortsansicht von Westen

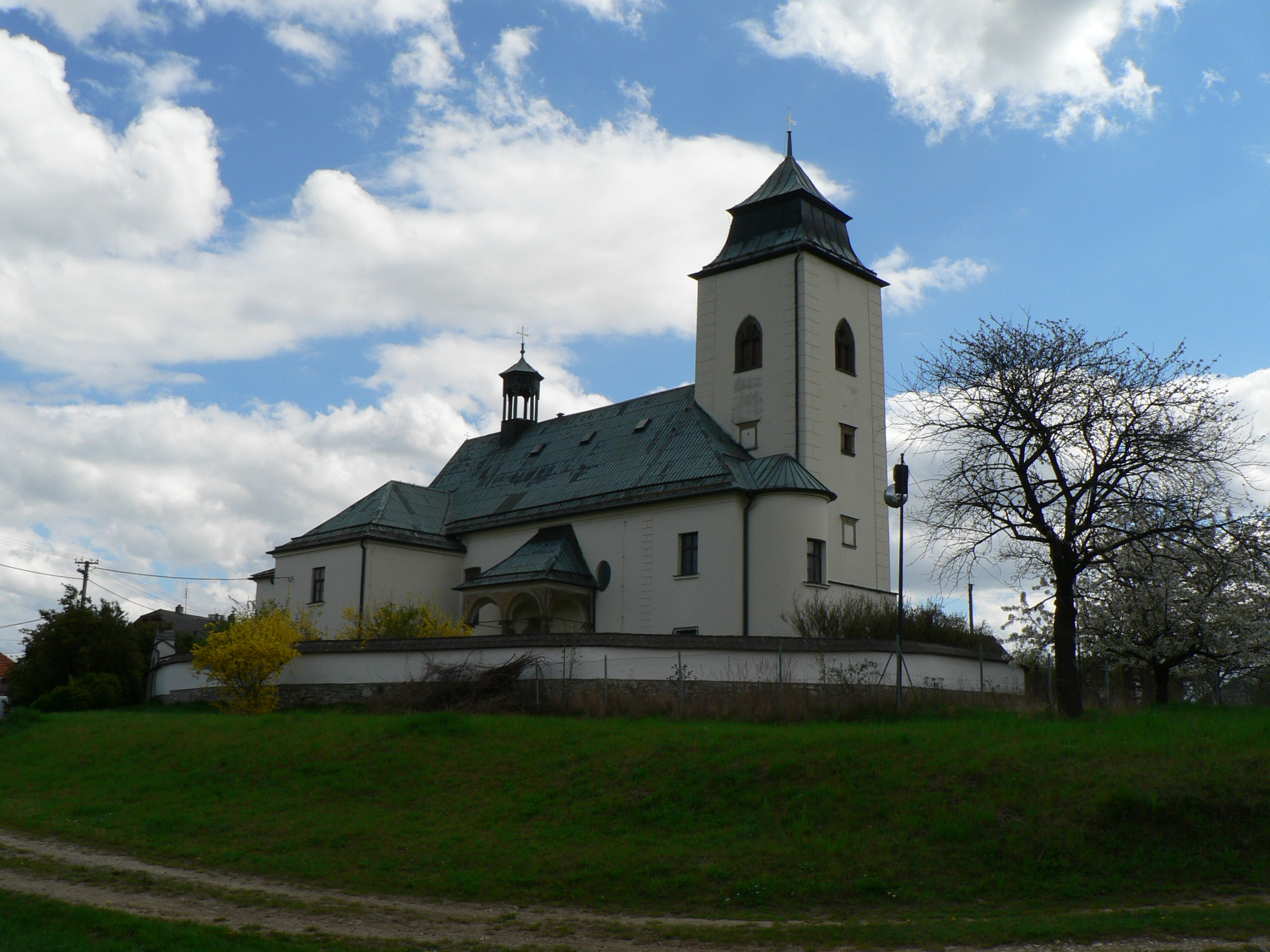
Kirche des hl. Martin

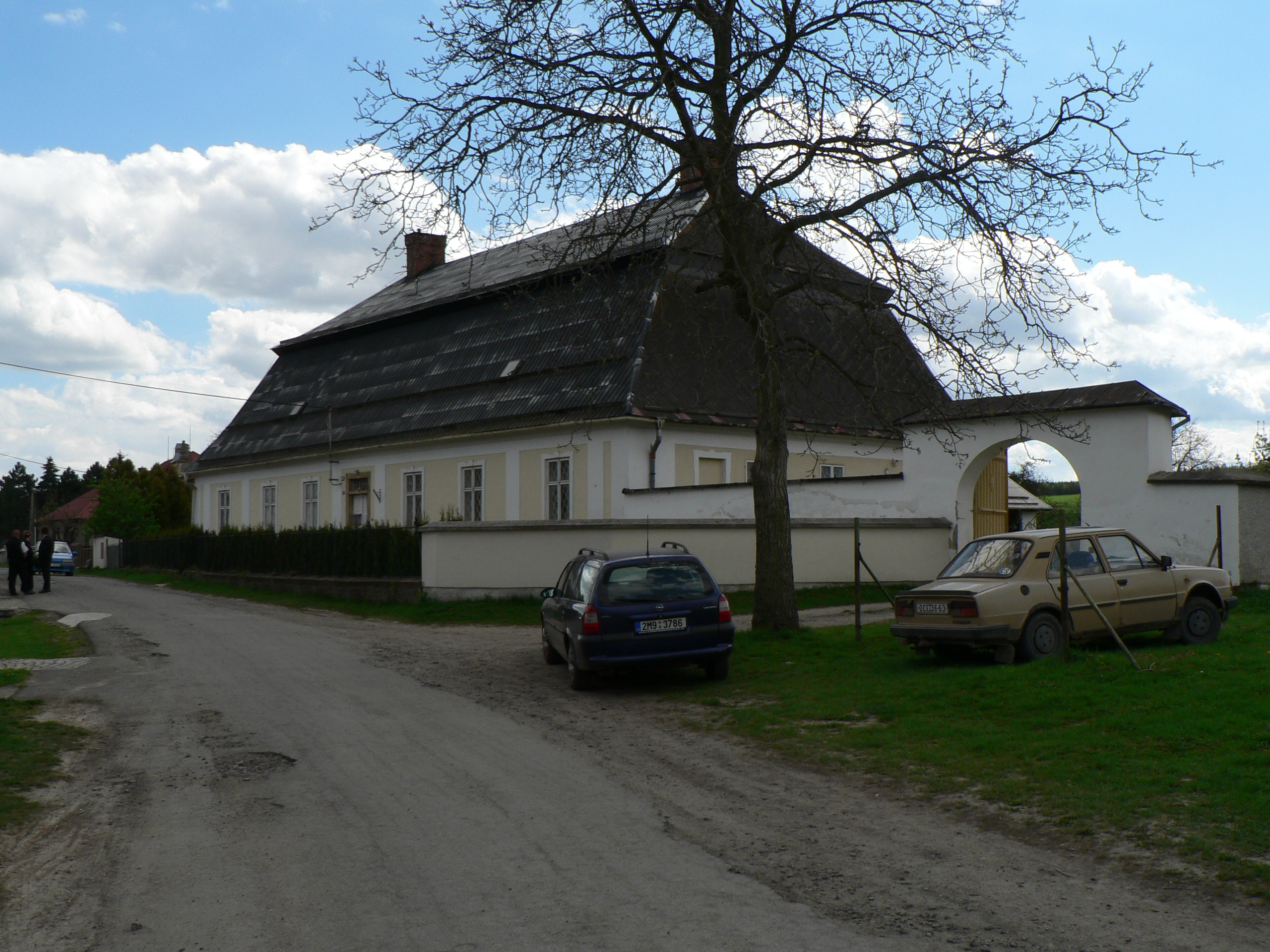
Pfarrhaus

Měrotín (deutsch Mirotein, auch Měrotein) ist eine Gemeinde in Tschechien. Sie liegt fünf Kilometer westlich von Litovel und gehört zum Okres Olomouc.

## Geographie
Měrotín erstreckt sich im Norden des Drahaner Berglandes quer durch das Tal des Baches Měrotínský potok. Westlich des Dorfes liegt das Tal des Baches Hradečka. Im Norden erhebt sich der Třesín (345 m), südöstlich die Parduska (379 m) und im Südwesten die Šumina (417 m). Einen Kilometer nördlich endet die stillgelegte Bahnstrecke Litovel – Mladeč.
Nachbarorte sind Měník und U Robinsona im Norden, Mladeč im Nordosten, Sobáčov, Nasobůrky und Chudobín im Osten, Haňovice, Kluzov und Nová Ves im Südosten, Na Pile, Na Pindě und Loučka im Süden, Savín, Slavětín und Kovářov im Südwesten, Hradečná im Westen sowie Pateřín und Bílá Lhota im Nordwesten.

## Geschichte
Die erste schriftliche Erwähnung von Miroteyn erfolgte 1365 als Besitz der Vladiken von Dubčany. Ab 1406 wurde der Ort als Myrotyn und ab 1437 als Mirotín bezeichnet. Der erste Nachweis über die Pfarrkirche erfolgte 1481 als Medvídek und Zbyněk von Dubčany das Kirchpatronat innehatten. Der Sprengel reichte zu dieser Zeit bis Hvozdečko. Im Jahre 1535 erwarben die Herren von Zástřizl das Gut und schlossen es an die Herrschaft Haňovice an. Zu den Besitzern gehörten u. a. Jan Proček von Zástřizl und ab 1585 dessen Sohn Bernard Prakšický von Zástřizl, ein eifriger Utraquist und Anhänger des Brüdercalvinismus. Er setzte in Měrotín einen nichtkatholischen Pfarrer ein. Nach der Schlacht am Weißen Berg wurde sein Besitz konfisziert und die Herrschaft Haňovice 1622 dem Olmützer Domkapitel übereignet. Die Pfarre erlosch 1625 und der Ort wurde nach Cholina eingepfarrt. 1656 wurde in Měrotín eine Kaplanei der Pfarre Loštice eingerichtet. Weitere Namensformen waren Miročín (1492), Merotinki (1594), Meretinki (1596), Maretinke (1601), Marotinke, Marotzinka (1604), Merotinke (1606), Mierotin (1676), Mirotinka (ab 1716), Mirotein, Mierotein (ab 1718), Mirotinka (1771) und Měrotín (ab 1839). Im Juni 1772 richtete das Olmützer Metropolitankapitel in Měrotín wieder eine Pfarre ein, zu deren Sprengel die Dörfer Hradečná, Slavětín, Savín, Mladeč, Měník, Pateřín, Nová Ves, Kovářov und Střemeníčko gehörten. Nachdem im Zuge des Josephinischen Reformen in Bílá Lhota eine neue Pfarrkirche eingerichtet worden war, wurden Pateřín und Měník 1786 zu deren Sprengel zugeordnet. Zugleich wurde Nová Ves der Pfarrkirche Chudobín zugewiesen, der Kirchzehnt floss aber weiterhin nach Měrotín. Bis zur Mitte des 19. Jahrhunderts gehörte Měrotín immer zu den Olmützer Kapitulargütern.
Nach der Aufhebung der Patrimonialherrschaften bildete Měrotín/Mirotein ab 1850 eine Gemeinde in der Bezirkshauptmannschaft Littau. 1867 wurde Střemeníčko nach Bouzov umgepfarrt. Ab 1893 wurde das Dorf im Deutschen als Měrotein bezeichnet. 1913 wurde nördlich des Dorfes der Kalkbruch Skalka aufgenommen. Im Jahre 1914 nahm die Lokalbahn Littau–Groß Senitz die Nebenstrecke Litovel – Mladeč auf, die die Lautscher Kalkbrüche an das Eisenbahnnetz anschloss. Nach der Auflösung des Okres Litovel kam die Gemeinde 1961 zum Okres Olomouc, zugleich wurde Měrotín nach Mladeč eingemeindet. 1990 löste sich Měrotín los und bildete wieder eine eigene Gemeinde. Der Kalkbruch wird heute vom Unternehmen Vápenka Vitoul s.r.o., Mladeč betrieben.
Měrotín ist katholischer Pfarrort für Hradečná, Kovářov, Mladeč, Savín und Slavětín.

## Gemeindegliederung
Für die Gemeinde Měrotín sind keine Ortsteile ausgewiesen.

## Sehenswürdigkeiten
- Pfarrkirche des hl. Martin von Tours, am westlichen Ortsende, der Renaissancebau entstand 1618–1619 auf den Mauern eines gotischen Vorgängerbaus
- Barockes Pfarrhaus, erbaut 1772
- Kapelle der Jungfrau Maria aus dem Jahre 1843, im östlichen Teil des Dorfes
- Marienstatue, auf dem Dorfanger vor der Kapelle
- Hügel Parduska, Aussichtspunkt über die Obermährische Senke (Hornomoravský úval) zum Altvatergebirge
- Bildstock auf der Parduska
- Naturdenkmal Geologické varhany – Brodka, nördlich des Dorfes beim Kalkbruch